# Afonso de Portugal, 1.º marquês de Aguiar
Afonso de Portugal e Castro (1591 — Lisboa, 4 de agosto de 1649), 5.º conde de Vimioso e 1.º marquês de Aguiar, foi um aristocrata, filho de D. Luís de Portugal e Castro, 4.º conde de Vimioso. Por herança paterna foi 9.º capitão do donatário da capitania de Machico (ilha da Madeira). Após a Restauração da Independência Portuguesa em 1640, foi governador de armas do Alentejo, membro do Conselho de Estado de D. João IV e administrador dos bens da família Corte-Real em Portugal por seu cunhado Manuel de Moura Corte-Real ter optado por permanecer em Espanha. O rei D. João IV, por carta de 8 de setembro de 1643, elevou-o a 1.º marquês de Aguiar.

## Biografia
Foi filho e herdeiro de D. Luís de Portugal e Castro, 4.º conde de Vimioso, e de sua esposa D. Joana de Mendonça. Foi senhor de Vimioso e de Aguiar da Beira, 5.º conde de Vimioso e capitão do donatário da capitania de Machico (ilha da Madeira). Casou, precedido de tratado de casamento assinado em Lisboa a 19 de novembro de 1616, com D. Maria de Mendoza, filha de D. Cristóvão de Moura e de D. Margarida Corte Real.
Na independência de Portugal em 1640, optou por apoiar a realeza do duque de Bragança, sendo um dos membros da alta nobreza portuguesa que apoiaram D. João IV na fase inicial de consolidação do poder da dinastia dos Bragança. Foi governador de armas do Alentejo na fase inicial da Guerra da Restauração Portuguesa e membro do Conselho de Estado do rei D. João IV.
Por ser casado com D. Maria de Mendoza (1590-1659), foi por essa via administrador das capitanias dos Corte-Reais por desqualificação do irmão de sua esposa, D. Manuel de Moura Corte-Real, 2.º marquês de Castelo Rodrigo, que optou por permanecer em Espanha após a Restauração da Independência Portuguesa. Os cargos de capitão do donatário nas capitanias de Angra e da Praia (as duas capitanias da ilha Terceira) e na capitania da ilha de São Jorge foram-lhe concedidas em 1642, por serem herança da família de sua esposa. Já a capitania das ilhas do Faial e Pico, que pertencera a outro ramo da família Corte-Real, permaneceu nos próprios da Coroa.
D. Afonso de Portugal e Castro, herdeiro desse vasto património passou a usar as suas armas, as da família Portugal, sobre o todo do todo, anexadas às dos Moura e dos Corte-Real, conforme se pode verificar pelo frontal do altar-mor da sua capela, vindo do antigo Convento de São Bento da Saúde (hoje o Palácio de São Bento), e presentemente depositado no Museu de Arte Antiga, em Lisboa.
D. Afonso de Portugal faleceu a 4 de agosto de 1649, sendo sepultado na capela-mor do Mosteiro de São José de Ribamar, em Algés. A sua viúva, D. Maria de Mendoza, que sempre fora muito religiosa, ingressou após a morte do marido no Convento do Sacramento, em Lisboa, onde uma sua filha era mestra de noviças. Faleceu com fama de santidade a 10 de outubro de 1659. D. Afonso de Portugal e Castro foi sucedido por D. Luís de Portugal, 6.º conde de Vimioso.